# Amerykańska Formuła 3
Amerykańska Formuła 3 – rozgrywany w latach 2000–2001 w Stanach Zjednoczonych i Kanadzie cykl wyścigów samochodowych według przepisów Formuły 3.

## Historia
Organizatorem serii był Sports Car Club of America. Wszystkie pojazdy były wyposażone w silniki Volkswagen.
Seria cieszyła się nikłym zainteresowaniem: w sezonie 2000 wzięło w niej udział łącznie dziewięciu kierowców. Rok później wraz z Formułą 3 (klasa A) w zawodach ścigały się samochody m.in. Formuły Ford, Formuły Continental i Formuły 5000 (klasa B). Po 2001 roku serię rozwiązano.

## Mistrzowie
| Sezon | Mistrz         | Zespół               | Samochód                |
| ----- | -------------- | -------------------- | ----------------------- |
| 2000  | Stuart Crow    | Dave McMillan Racing | Ralt F3/2000-Volkswagen |
| 2001  | Luciano Gomide | EuroInternational    | Dallara F399-Volkswagen |